# Incendio de pozo petrolífero

Este tipo de incendio puede producirse como consecuencia de una gestión inadecuada.

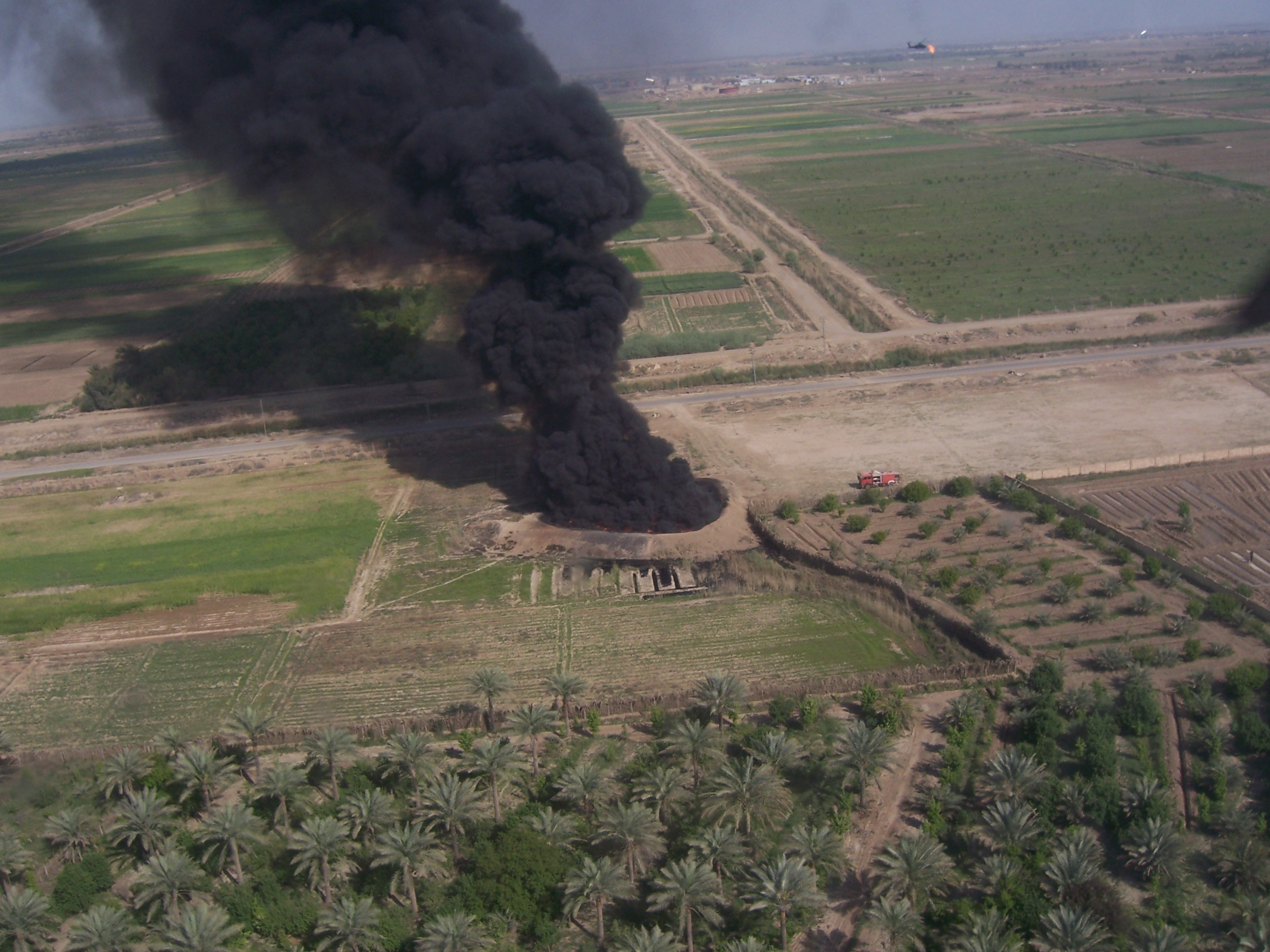
Incendio de un pozo petrolífero en Irak.

Los incendios de pozos petrolíferos son pozos de petróleo o gas que se han prendido fuego y donde se quema el fluido que surge de las entrañas de la tierra. Los incendios de pozos de petróleo pueden ser el resultado de acciones humanas, como accidentes o incendio intencional, o eventos naturales, como rayos. Pueden existir a pequeña escala, como un derrame de un campo petrolífero que se incendia, o a gran escala, como chorros de llamas tipo géiser de pozos de alta presión encendidos. Una causa frecuente de un incendio de pozo es un reventón (en inglés: blowout) de alta presión durante las operaciones de perforación.

## Extinción de incendios

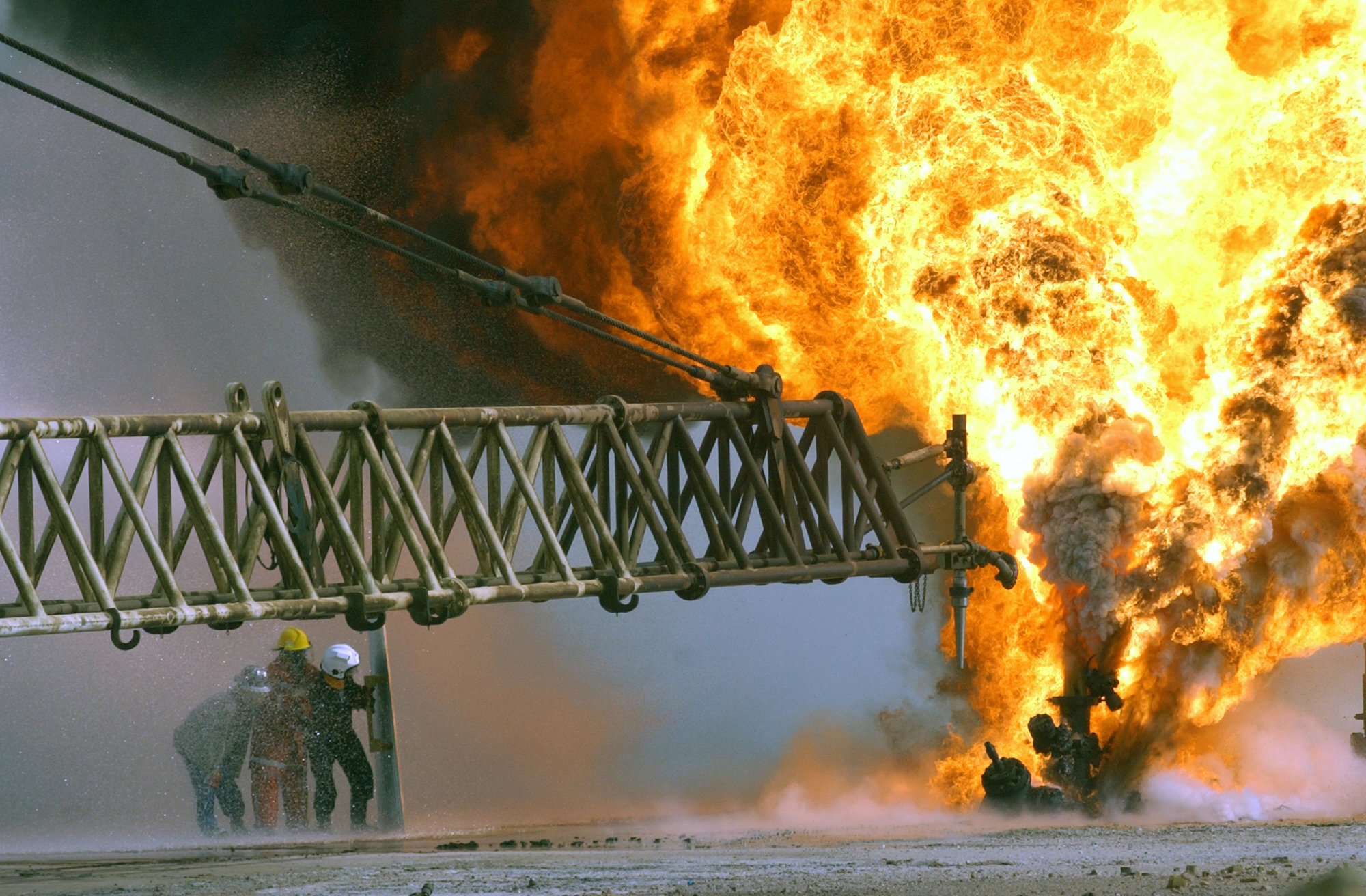
Bomberos kuwaitíes luchan para controlar un pozo de petróleo en llamas en los campos petroleros de Rumaila iraquíes en 2003.

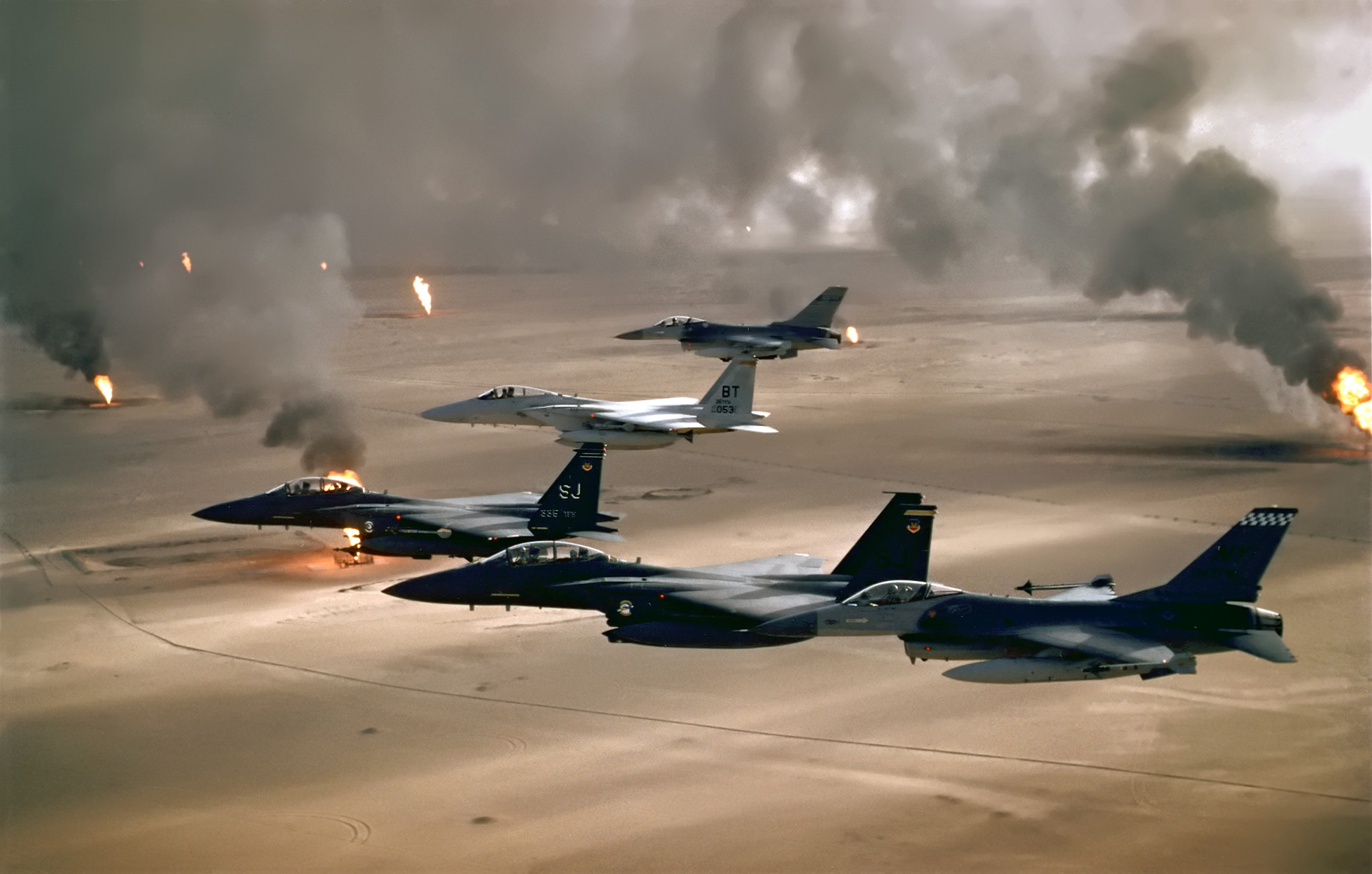
Una escuadrilla de F-16s y F-15s sobrevuela pozos petrolíferos en llamas en Kuwait durante la Operación Tormenta del Desierto, 1991.

Los incendios de pozos de petróleo son más difíciles de extinguir que los incendios regulares debido al enorme suministro disponible de combustible que alimenta el incendio. Al combatir un incendio en un cabezal de pozo, típicamente se utilizan explosivos de alto poder, como dinamita, para crear una onda de choque que empuja el combustible en llamas y el oxígeno atmosférico local lejos del pozo. (Este es un principio similar al de apagar una vela). Se quita la llama y el combustible puede continuar derramándose sin prenderse fuego.
Después de apagar el fuego, se debe tapar la boca del pozo para detener el flujo de petróleo. Durante este tiempo, hay abundante combustible y oxígeno; cualquier chispa u otra fuente de calor podría encender un fuego peor que el reventón original. Por lo tanto, se utilizan herramientas de latón, bronce o herramientas revestidas en cera de parafina (que no producen chispas) para obturar el pozo.
Parte de la tecnología utilizada por Red Adair para sellar algunos de los incendios petroleros de Kuwait sin que se vuelva a encender el flujo de petróleo, se originó en una patente de John R. Duncan (patente de los Estados Unidos 3,108,499 presentada el 28 de septiembre , 1960, concedida el 29 de octubre de 1963), «un método y aparato para cortar una sección de la tubería de fluido del mismo». La patente se concedió un año después del éxito de Red Adair en la lucha contra el incendio del pozo de gas Devil's Cigarette Lighter. La invención se refiere a retirar una sección de una tubería de fluido e insertar una válvula u otro componente en la misma sin disminuir la presión de la tubería y sin perder ninguna cantidad significativa de fluido que pasa por la tubería.
Con los avances recientes en la tecnología y las preocupaciones ambientales, muchos incendios de pozos directos hoy en día son tapados mientras arden.

### Técnicas utilizadas
Existen varias técnicas que se utilizan para apagar incendios en pozos de petróleo, que varían según los recursos disponibles y las características del incendio en sí.
En esencia, este campo de trabajo fue iniciado por Myron M. Kinley, quien dominó el campo en los primeros años. Su lugarteniente, Red Adair, se convirtió en el más famoso de los bomberos de pozos de petróleo.
Las técnicas incluyen:
- Rociar con abundante agua. Según Larry H. Flak, ingeniero petrolífero de Boots and Coots International Well Control, el 90 % de todos los incendios de 1991 en Kuwait se apagaron con nada más que agua de mar, rociada con potentes mangueras en la base del incendio.[2]
- Usar una turbina de gas para lanzar una fina niebla de agua en la base del fuego. El agua se inyecta detrás del escape de la turbina en grandes cantidades. Esto demostró ser popular en la lucha contra los incendios persistentes en los incendios petroleros de Kuwait (1991) y fue traído a la región por húngaros equipados con motores MiG-21 montados en un tanque, ya fuera un T-34 o T-62.[6][7][8] Basado en una idea rusa, el vehículo húngaro, llamado "Big Wind", fue influenciado por un concepto similar utilizado en la época soviética para extinguir incendios de pozos de gas y petróleo y limpiar la nieve de los aeródromos utilizando el motor de un solo avión MiG-15 fijado a la plataforma de un camión. Sin embargo, en esta adaptación, no siempre fue lo suficientemente poderoso como para derrotar grandes incendios, aunque también fue traído y utilizado en Kuwait;[9][10] para hacer frente a incendios más resistentes MB Drilling Company construyó "Big Wind" con dos motores a reacción más potentes motores fijados al chasis más estable de un tanque.[7] El documental IMAX Fires of Kuwait sigue a las numerosas empresas y sus métodos empleados con la tarea de extinguir los incendios, con imágenes del "Big Wind" húngaro en acción contenidas en la película.
- Usar dinamita para «apagar» el fuego al desplazar el combustible y el oxígeno que arden lejos de la fuente de combustible. Este fue uno de los primeros métodos eficaces y todavía se utiliza ampliamente. El primero que lo utilizó fue el padre de Myron Kinley en California en 1913.[11] Generalmente, los explosivos se colocan dentro de tambores de 55 galones, los explosivos se rodean con químicos retardadores de fuego y luego los tambores se envuelven con material aislante. Se utiliza una grúa horizontal para acercar el tambor lo más posible al cabezal del pozo.[2] Este método fue representado en la película Hellfighters de 1968 protagonizada por John Wayne.
- Se puede utilizar químicos secos (principalmente Purple K) para pequeños incendios de pozos petrolíferos.
- En la década de 1930 se desarrollaron unas mordazas mecánicas para aplastar y obturar la tubería por debajo del fuego, pero en la actualidad rara vez se utilizan. El diseño sirvió de base para desarrollar un dispositivo de seguridad utilizado en los pozos petrolíferos offshore.[12]
- Se suelen utilizar en el proceso vehículos especiales denominados Athey wagons y bulldozer típicas protegidas del calor por chapas de acero corrugado.[13]
- Elevar la pluma: se coloca una tubería metálica de unos 10 a 15 m de alto sobre la boca del pozo (de esta forma se eleva la llama despegándola del terreno). Luego se inyecta nitrógeno líquido o agua en el extremo inferior para reducir el suministro de oxígeno y extinguir el fuego.
- La Corporación LeRoy de Houston construyó una máquina con un brazo que se coloca sobre un pozo de petróleo en llamas. La máquina luego hace descender una tapa sobre la tubería, extinguiendo las llamas. LeRoy Ashmore construyó tres de estas máquinas a las que denominó Shadrach, Meshach, y Abednego, en referencia a los personajes bíblicos, que sobrevivieron a la muerte de un horno incandescente. Las paredes de las máquinas de LeRoy son huecas, lo que permite hacer circular agua por las mismas para mantener habitable la sala de control en su interior durante las operaciones de lucha contra el fuego.[14]
- Perforar pozos de alivio en la zona de producción para que se redireccione parte del petróleo y reducir la magnitud del incendio. (Sin embargo, la mayoría de los pozos de alivio se utilizan para inyectar barros pesados y cemento en las profundidades del pozo con problemas.) Los primeros pozos de alivio fueron perforrados en Texas a mediados de los años 1930.[15]
- Dentro del programa soviético de Explosiones Nucleares para la Economía Nacional, se utilizaron con éxito explosiones nucleares subterráneas para detener incendios de pozos. El elevado calor que produce la explosión desplaza y simultáneamente derrite la roca en su proximidad, y con ello sella el pozo en problemas.[16][17][18][19]

## Efectos
Los incendios de pozos de petróleo pueden causar la pérdida de millones de barriles de petróleo crudo por día. Combinados con los problemas ecológicos causados por las grandes cantidades de humo y petróleo no quemado que caen a la tierra, los incendios de pozos de petróleo como los que se vieron en Kuwait en 1991 pueden causar enormes pérdidas económicas.
El humo del petróleo crudo quemado contiene muchos productos químicos, incluidos dióxido de azufre, monóxido de carbono, hollín, benzopireno, hidrocarburos poliaromáticos y dioxinas policloradas. La exposición a los productos liberados a la atmósfera en los incendios de los pozos de petróleo a menudo es indicada como una de las causas del Síndrome de la guerra del Golfo, sin embargo, los estudios realizados muestran que los bomberos que obturaron los pozos no presentaron ninguno de los síntomas que tuvieron los soldados.

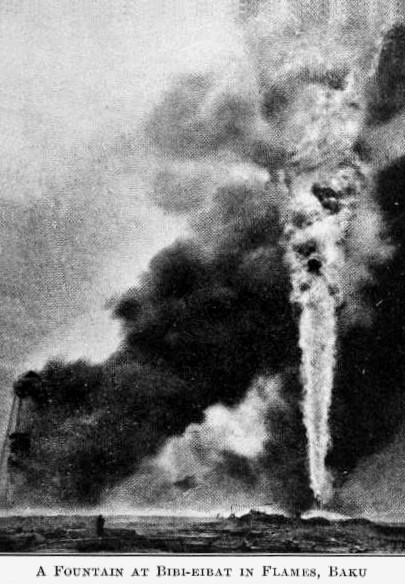
Incendio del pozo petrolífero de Bibi-Eibat (1904).
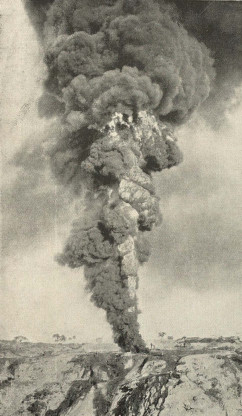
Incendio de un pozo petrolífero en Burma (1905).
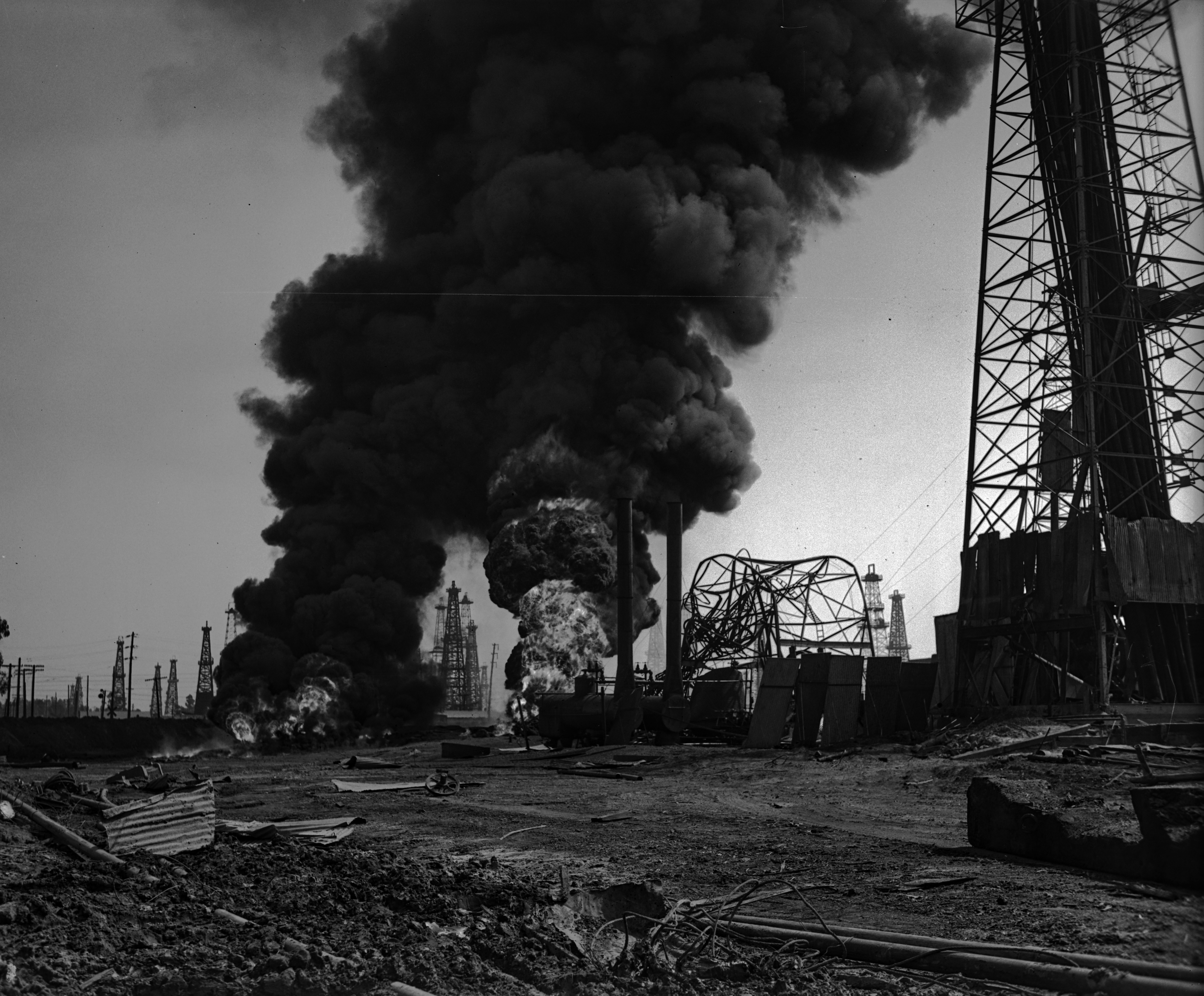
Dos pozos en llamas, Santa Fe Springs, California, 1928
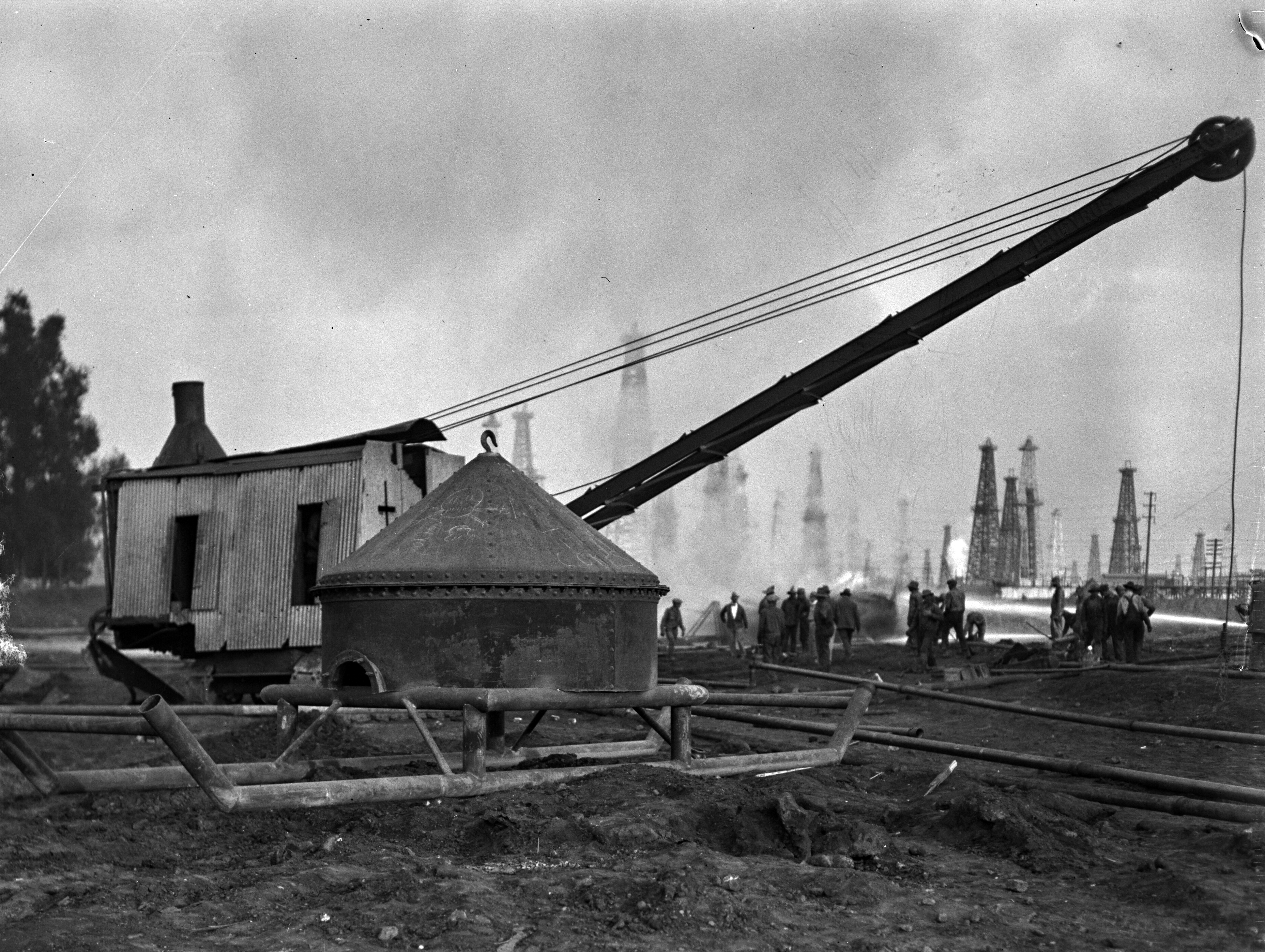
Tapa de acero utilizada para obturar un pozo petrolífero en llamas en Santa Fe Springs, California, 1928

## Incendios famosos
- Piper Alpha, una plataforma petrolera que se incendió en el Mar del Norte
- Incendios petrolíferos en Kuwait (1991)
- Explosión de Deepwater Horizon, destrucción de un pozo en el Golfo de México